# Epitonium eusculptum
Epitonium eusculptum is een slakkensoort uit de familie van de Epitoniidae. De wetenschappelijke naam van de soort is voor het eerst geldig gepubliceerd in 1903 door G. B. Sowerby III.